# 6. ловачки пук
Непосредно пред почетак Априлског рата Шести ловачки пук под командом потпуковника Божидара Костића био је сачињен од 32. ваздухопловне групе стациониране у Крушедолу и 51. ваздухопловне групе стациониране у Земуну.

## Дејства 32. ваздухопловне групе
32. ваздухопловна група стационирана на ратном летишту Прњавор код манастира Крушедол у Срему, под командом мајора Данила Ђорђевића била је састављена од три ловачке ескадриле 103, 104 и 142. које су биле наоружане са укупно 27 авиона Месершмит Ме-109Е. Ујутро 6. априла после доручка командант Прве ловачке бригаде, пуковник Драгутин Рубичић укинуо је строгу приправност пилотима 32. групе. У том тренутку у ваздуху се налазила патрола капетан Великић - наредни Рахек. Авиони из патроле су дошли у контакт са непријатељским авионима па је након слетања на аеродром код Крушедолу на авиону наредника Рахека констатовано 9 погодака. Одмах по повратку патроле која је обавестила да велика група немачки авиона лети са севера према Београду, дат је сигнал за узбуну.
Одмах по давању сигнала за узбуну са Крушедолског аеродрома су полетеле све три ескадриле: 103. ловачка ескадрила којој је командовао капетан I класе Илија Влајић; 104. ловачка ескадрила којом је командовао капетан I класе Бора Марковић; 142. ловачка ескадрила којом је командовао капетан I класе Милутин Гроздановић. По неким изворима у борбу је полетело укупно 19 месершмита док је 8 остављено у резерви. Ескадриле су ступиле у борбу се непријатељем у рејону Инћија-Војка-Попинци-Батајница. Командир 142. ловачке ескадриле 32. ваздухопловне групе Шестог ловачког пука, капетан I класе Милутин Гроздановић овако је описао дејства своје ескадриле током 6. априла:

У 06.30 прелетела нас је велика формација немачких бомбардера. Било их је преко стотину. Чим смо их приметили ускочили смо у авионе који су били спремни за полетање још од три сата ујутро. Узлетели смо по паровима и кренули за немачком формацијом. Сустигли смо их за 2-3 минута. Ја и командант групе Данило Ђорђевић, Божидар Ерцигој и Радослав Стаменковић напали смо бомбардере. Било их је толико да је сваки од нас напао по једног бомбардера. Били смо наоружани са два топа и два митраљеза.
После кратке паузе поново смо око 10.00 часова узлетели и напали немачке бомбардере. Било је јако пуно немачких бомбардера, од којих су неки летели ка Београду, а неки су се враћали. Мој боже, било их је јако пуно. На повратку, угледао сам формацију од око 60-70 немачких бомбардера Штука. Одвојио сам се од групе и напао их. Био сам бржи и имао сам више муниције. Приближио сам им се на разадаљини од 20-30 m и нисам морао да користим нишан. Жеље су нам биле велике тако да нисмо уопште обраћали пажњу да ли смо нешто оборили или не, настављали смо да нападамо немачке авионе док нам није нестало муниције. Када ми је нестало муниције упутио сам се у ниском лету ка аеродрому како би авион био допуњен муницијом и горивом и како бих дао прилику другим пилотима да полете.

У борбама које су уследиле поручник Васа Коларов успео је да обори две Штуке, али га је немачка ловачка заштита убрзо оборила. Иако тешко рањен, успео је да искочи из авиона и да се спасе. У задњем нападу на Београд који је Луфтвафе извршила око 16.00 часова 6. априла 1941. године на челу крушедолске групе у сусрет непријатељу, полетео је и командант Шестог ловачког пука потпуковник Божидар Костић. У ваздушним борбама које су уследиле, командант Шестог ловачког пука оборио је два непријатељска авиона.
Авиони 32. ваздухопловне групе дејствовали су и током 7. априла 1941. године. Због мале ефикасности парова у којима су до тада летели ловачки авиони ЈКРВ одлучено је да се убудуће дејствује у формацијама од пет ловачки авиона. Прва петорка 32. групе полетела је изјутра 7. априла како би се супротставила формацији немачких бомбардера Штука. Формацију југословенских ловаца предводио је командир 142. ловачке ескадриле капетан I класе Милутин Гроздановић. У току ове акције Гроздановић је под заштитом својих пратилаца успео да обори једну Штуку. Немачки бомбардери су одбацили бомбе и побегли у правцу границе. Немачки ловци који су се убрзо појавили нису напали југословенске ловце.
У току послеподнева 7. априла полетела је друга петорка Месершимита Ме-109Е 32. ваздухопловне групе. Петорка је напала малу формацију немачких бомбардера Штука изнад Фрушке горе и наводно оборила два непријатељска бомбардера. Међутим, убрзо се нашла у жестоком сукобу са немачком ловачком пратњом. Због тога су се југословенски ловци, који су остали без муниције, постепено повлачили ка аеродрому. Први је слетео поручник Кешељевић. Заменик командира 103. ловачке ескадриле Миха Клавора, који се у том тренутку припремао за полетање разменио је неколико речи са Кешељевићем о тренутној ситуацији у ваздуху. Одмах затим узлетео је са својим пратиоцем како би помогао југословенским пилотима који су се још увек борили са немачким ловцима. Убрзо су на аеродром слетела још два ловца којима су управљали Вилим Ацингер и Иво Новак.
Миха Клавора је наставио да се бори и оборио је један немачки ловачки авион, али је убрзо остао без муниције. Обавестио је аеродром о својој ситуацији надајући се да ће неко од његових колега узлетети да му помогне. Једини авион који је био спреман за узлетање био је месершмит команданта Ђорђевића који је под изговором да његов падобран није спреман одбио да узлети. Миха Клавора је погинуо у покушају да слети на аеродром. Његов авион срушио се у сремској равници. Одмах након његове погибије један од немачких ловаца, који је у овој борби очигледно био погођен срушио се на Фрушку гору.
Шести ловачки пук је у прва два дана борбе изгубио скоро све авионе. У току борбених дејстава погинуло је десет пилота, а шесторица су била рањена. Другог дана рата немачки извиђачки авиони открили су летиште 32. групе због чега су преостали авиони 7. и 8. априла прелетеле на помоћно летиште код села Велики Радинци у близини Руме. Током слетања на аеродром Радинци авион командира 142. ловачке ескадриле капетана I класе Милутина Гроздановића се преврнуо. Озбиљно повређен и без свести капетан Гроздановић је пребачен у болницу у Сремској Митровици. Дејства ловачки авиона са аеродрома Велики Радинци била су спречена изузетно лошим временским приликама све до 11. априла. Приликом напада немачких авиона Месершмит Ме-110 на аеродром Велики Радинци, у борби која је уследила, а у којој су са југословенске стране учествовали ловачки авиони ИК-3 и Ме-109Е оборена су два немачка авиона.
Данас постоје две верзије приче о томе шта се догодило са преосталим авионима Шестог ловачког пука. Према једној верзији преостали авиони су прелетели на аеродром у Бијељини где су 12. априла уништени на земљи у нападу немачке авијације. Према другој верзији преостале авионе уништиле су 12. априла на летишту Велики Радинци њихове посаде како не би пали непријатељу у руке.

## Дејства 51. ваздухопловне групе
51. ваздухопловна група стационирана на аеродрому Земун, под командом мајора Адум Ромеа била је састављена од три ловачке ескадриле, 102. која је била наоружана са 10 авиона Месершмит Ме-109Е и 161. и 162. које су биле наоружане са 6 ловачких авиона домаће производње ИК-3 као и два неупотребљива ловачка авиона француске производње Потез 63.
102. ловачка ескадрила је дан раније прелетела са мостарског аеродрома на аеродром у Земуну због редовног ремонта мотора који се обавља на сваких 100 часова летења. Већина авиона Ме-109Е имала је између 110 и 130 часова летења и било је неопходно извршити ремонт мотора. Једина радионица која је била оспособљена за сервисирање немачких мотора Дајмлер Бенц 601 била је у Земуну. Због тога је 102. ескадрила 5. априла прелетела на земунски аеродром где је одмах укључена у састав 51. ваздухопловне групе. Приликом слетања на земунски аеродром мотор на авиону потпоручника Аугуста Ковача је отказао на самој писти. Због избијања непријатељстава предвиђени ремонт мотора није извршен због чега се током борби 6. априла догодио још један отказ мотора на авиону капетана Михајла Николића.
Ујутро 6. априла 1941. године у ваздуху је била патрола 102. ловачке ескадриле коју су чинили капетан Михаило Николић и потпоручник Миодраг Бошковић. Након обављеног извиђања у рејону Вршац-Бела Црква патрола је око 06.00 часова слетела на аеродром и рапортирала да је на североистоку границе све мирно.
Око 06.35 часова служба ваздушног осматрања јавила је да формације немачких бомбардера под јаком ловачком заштитом прелећу југословенску границу код Сегедина и Турн Северина. Одмах је дат сигнал за узбуну и о томе је обавештена 32. ваздухопловна група стационирана да аеродрому Крушедол.
Са земунског аеродрома прво је полетело шест авиона ИК-3 предвођене командирима Савом Пољанцем и Тодором Гогићем али је наредник Душан Вујичић морао да се врати на аеродром због проблема са мотором. Одмах за њима полетела је и 102. ловачка ескадрила предвођена командиром капетаном I класе Милошем Жуњићем.
У борби која је уследила капетан Милош Жуњић је оборио немачки бомбардер Ханјкел али је после неравноправне борбе са немачком ловачком заштитом оборен. Капетан је успео да искочи из авиона и да отвори падобран али га је немачка ловачка заштита покосила митраљеском ватром док је беспомоћно падао ка земљи. Овакав нечасни потез, који иначе није приличио немачком ваздухопловству које је још увек неговало неке витешке традиције из Првог светског рата очигледно је био испровоциран неочекивано жестоким отпором који су пружиле ловачке јединице Југословенског краљевског ратног ваздухопловства. Остали пилоти из 102. ловачке ескадриле су такође имали успеха током ваздушних борби 6. априла. Капетан Михајло Николић оборио је једну Штуку, али му је мотор отказао. Упркос томе што је био рањен успео је да искочи и да се спасе. Наредних Ђорђе Стојановић оборио је једног Хајнкела и Штуку али је убрзо погођен. Иако рањен спасио се искакањем.
Капетан Михајло Николић из 102. ловачке ескадриле овако је описао догађаје од 6. априла:

ИК-3 су полетели први зато што су први обавештени о нападу. Наша ескадрила је узлетела одмах затим са 7 Ме-109Е (имали смо укупно десет авиона али је један био у квару, а два су била у патроли).
Био је ведар дан са мало измаглице и лаке облачности. Летели смо у правцу реке Саве. Када смо узлетели осврнуо сам се по навици иза себе и видео да је мој пратилац Миодраг Бошковић у забуни заборавио да увуче стајни трап. Покушао сам да ступим у контакт са њим преко радија али безуспешно. Тек када сам извукао стајни трап на мом авиону схватио је поруку и увукао точкове након чега се придружио формацији. У почетку нисмо видели ништа да би затим приметили како наши авиони пониру ка нечему. Када смо се приближили небо се зацрнело од немачких авиона. Улетели смо у ову збрку ни не сањајући да немачки бомбардери имају јаку ловачку заштиту која је летела изнад нас. Прво смо угледали Штуке како лете у формацијама од по седам авиона. Било је толико мета да нисмо морали да их јуримо. Напао сам једну групу одоздо с леве стране али се десна страна групе одмах спустила како би њихови митраљесци пружили заштиту нападнутим авионима. Ово је очигледно била увежбана тактика јер се група није распала. Напали смо неколико пута и нисмо обраћали пажњу на резултате. Мало касније сам приметио да се једна Штука запалила. Група нападнутих бомбардера се по команди одмах разишла плашећи се експлозије.
Онда сам приметио један Хајнкел Хе-111. Заокренуо сам и рекао Бошковићу да ћемо га напасти отпозади зато што се стрелци налазе горе и доле. Почео сам са нападом пажљиво бирајући позицију, сав сконцентрисан на нишањење... изненада ни од куда експлозија у кабини. Немачки ловац прелетео ме је са леве стране замало ме закачивши крилом.
Мој пратилац га није видео. Тај ловац ме је добро погодио, али сам стисну палицу, дао пуни лети отклон и отворио ватру на њега. Кабина се већ напунила димом. Резервоари горива налазили су се иза пилотског седишта и могли су да се запале. Речено нам је да у оваквим ситуацијама покушамо да угасимо ватру брзим понирањем. Учинио сам како нам је речено и успео да угасим ватру али када сам хтео да извучем авион из понирања додајући гас мотор је престао да прима команде. Нигде нисам видео Бошковића (више га никада нисам видео). Почео сам да тражим место где бих могао да слетим и приметио сам једну чистину са неколико стогова сена између села Сакуле и Баранда. Слетео сам на стомак. Отворио сам кабину и приметио да ми је летачки комбинезон крвав. Био сам рањен у леву ногу.

Остаци Бошковићевог авиона лоцирани су тек 1955. године у реци Дунав у близини села Ковиљ одакле су и извађени. Делови његовог Месершмита Ме-109Е чувају се данас у Музеју ваздухопловства.
Пилоти 161. и 162. ловачке ескадриле такође су пружили жесток отпор. Њихов положај био је донекле отежан чињеницом да су се њихови авион ИК-3, за разлику од месершмита 102. ловачке ескадриле који су се такође налазили и у наоружању немачког ваздухопловства, јасно разликовали од противничких авиона што је олакшало њихову идентификацију као потенцијалних мета. Упркос томе потпоручник Душан Борчић из 161. ловачке ескадриле оборио је немачки бомбардер Дорније До-17З и један Ме-109Е пре него што је погинуо. Боричић који се раздвојио од свог пратиоца Банфића да би лакше лоцирао непријатеље наишао је изнад Звездаре на групу од 20 немачких бомбардера Дорније До-17З. Напао је последњу тројку бомбардера и оборио један До-17З који се срушио у Дунав. Ловачка пратња се одмах устремила на њега али је у борби која је уследила успео да обори и једног немачког ловца Месерштмит Ме-109Е. Борчић се успешно супротстављао непријатељу све док му није нестало муниције. Његов авион срушио се на обалу Дунава у близини Батајнице. У борби се истакао и капетан Саво Пољанец, шампион у акробатском летењу и инструктор летења, који је оборио један немачки бомбардер (Хајнкел или Дорније) након чега се упустио у неравноправну борбу са немачком ловачком пратњом. У тој борби успео је да обори и један немачки Ме-109Е. У изрешетаном авиони и без муниције слетео је на земунски аеродром. Међутим, у том тренутку његов авион напали су немачки Месершмити Ме-110. Авион је тешко оштећен, а Пољанец је рањен. Наредник Милисав Семиз оборио је једну Штуку док је поручник Едуард Банфић који је током борбе рањен, принудно слетео у близини аеродрома, али је пре тога у ваздушној борби успео да обори један Месершмит Ме-110Д (непотврђено). Пилоти 161. и 162. ескадриле оборили су пет непријатељских авиона али су и сами претрпели губитке. Један ИК-3 је оборен, а три су тешко оштећена. Погинуо је поручник Душан Борчић, а три пилота су рањена. По повратку на аеродром констатовано је да су само још три авиона ИК-3 способна да наставе борбу.
Током другог немачког напада који је почео у 10.00 часова у сусрет непријатељу полетела су преостала три авиона ИК-3 заједно са месершмитима 102. ловачке ескадриле. Током ових борби пилоти ИК-3 натерали су две Штуке на принудно слетање и оборили један Месершмит Ме-109Е. Током ове акције тешко је оштећен авион наредника Карла Штрбенка који је успео да се врати на земунски аеродром. Жељан освете замолио је свог командира пуковника Рубичића да му дозволи да поново узлети у његовом авиону. После краће расправе Штрбенк је узлетео у Рубичићевом авиону и упустио се у ваздушну борбу са непријатељем. Немци, који су приметили посебне ознаке на авиону командира 1. ваздухопловне ловачке бригаде сконцентрисали су сву ватру на Штрбенков авион који се у пламену срушио у Глогоњски рит.
Следећем немачком нападу који је почео у 14.00 супротставила су се три авиона ИК-3 и три Месершмита Ме-109Е заједно са 12 авиона 32. ваздухопловне групе. Том приликом је заједничком акцијом капетана Тодора Гогића и поручника Душана Вујичића оборен један немачки бомбардер.
Према немачким изворима губици Луфтвафе првог дана рата били су много мањи. Током првог напада на Београд оборена су два бомбардера Дорније До-17З и пет двомоторних ловаца Ме-110 (два су оборена ватром са земље, два су оборена у ваздушним борбама, а један је уништен приликом слетања). Такође, још један Ме-110 је изгубљен приликом принудног слетања, а један је тешко оштећен што укупно чини седам авиона Ме-110. Током дневних напада на Београд оборене су четири Штуке и један Ме-109Е. Не сви, али неки од ових губитака сигурно су проузроковани дејством 51. ваздухопловне групе.
7. априла авиони 161. и 162. ловачке ескадриле извршили су осам борбених летова и остварили неколико ваздушних победа без сопствених губитака. Међутим, неки од авиона су претрпели оштећења. Један од ових авиона, којим је пилотирао наредник Милисав Семиз погођен је одбрамбеном ватром са немачког бомбардера али је успео да се врати на земунски аеродром. Након слетања на авиону је установљено 56 погодака од који је 20 погодака било у мотор и елису. Истог дана Милисав Семиз је добио нови модификовани ИК-3 право из фабрике и са њим је прелетео на помоћно летиште Велики Радинци II које се налазило око 50 km северозападно од Београда. Нови ИК-3 серије II имао је преобликовани хладњак за уље који је био 25% мањи од хладњака на авионима серије I. Авион је такође имао и модификовану издувну грану. Ове промене омогућиле су постизање максималне брзине од 582 km/h.
Због тога што је земунски аеродром од почетка рата био константно мета напада немачке авијације, преостали авиони 51. ваздухопловне групе прелетели су 7. и 8. априла на помоћно летише Велики Радинци II у близини Руме.
Лоше време током 8. 9. и 10. априла спречило је било какве активности авиона 51. ваздухопловне групе.
11. априла наредник Милисав Семиз оштетио је у борби изнад Фрушке горе један немачки Месершмит Ме-110 који се убрзо затим срушио у близини земунског аеродрома. Истог дана немачка формација бомбардера извршила је напад на помоћно летиште Велики Радинци I на којем је била стационирана 11. самостална извиђачка група наоружана авионима Бристол Бленхајм. Пар авиона ИК-3 којима су пилотирали капетан Тодор Гогић и поручник Душан Вујичић полетело је заједно са неколико месершмита у сусрет непријатељу и у борби која је уследила акцијом пилота ИК-3 оборене су две Штуке.
Због брзог напредовања немачких јединица 12. априла рано изјутра земаљске посаде запалиле су преостале авионе 51. ваздухопловне групе. Уништено је 8 авиона Ме-109Е и три ИК-3 чиме је 51. ваздухопловна група престала да постоји.